# Mikel Astarloza
Mikel Astarloza Chaurreau (Gipuzkoa, 17 november 1979) is een Spaans voormalig wielrenner. Zijn neef Íñigo Chaurreau was ook professioneel wielrenner.

## Loopbaan
Mikel Astarloza begon zijn beroepscarrière in 2002 bij de Franse wielerploeg Ag2r Prévoyance–Decathlon, waar hij ploegmaat werd van zijn neef Íñigo Chaurreau. Een jaar later behaalde hij zijn eerste overwinning. Met miniem verschil klopte hij de Deen Lennie Kristensen in de Tour Down Under. Astarloza bleef tot 2006 bij Ag2r rijden, maar vertrok in 2007 naar het Baskische Euskaltel. Daar reed hij een sterk eerste jaar, met onder andere een negende plek in de Ronde van Frankrijk en een 6de plaats in de Clásica San Sebastián.
Astarloza nam in totaal zeven keer deel aan de Ronde van Frankrijk. Zijn beste resultaat was die negende plek in 2007.
In de Ronde van Frankrijk 2009 wist hij de 16e etappe, een bergrit, te winnen door op een dikke twee kilometer van de streep weg te springen bij zijn medevluchters. Op 31 juli 2009 liet de UCI echter weten dat Astarloza positief had getest op epo tijdens een dopingcontrole op 26 juni 2009, 8 dagen voor de start van die Ronde. Sinds de bekendmaking van de positieve test staat de renner op non-actief. Hij kan nog een contra-expertise laten uitvoeren. Op 15 mei 2010 is Astarloza officieel geschorst door de Spaanse bond. De ploeg Euskaltel-Euskadi heeft altijd in de onschuld van Astarloza geloofd. In het voorjaar van 2011 maakte de manager van de Baskische formatie Igor González de Galdeano dan ook bekend dat Mikel Astarloza weer welkom was bij de ploeg. Vanaf juni 2011 mocht Astarloza weer gaan koersen en maakte zijn rentree in de Ronde van Burgos. In de WorldTour wedstrijd Grote Prijs van Quebec werd Astarloza 15e.
Na het seizoen 2013 stopte Euskaltel met de sponsoring en Astarloza met zijn profcarrière.

## Belangrijkste overwinningen
2003
- Eindklassement Tour Down Under

2005
- 3e etappe Ronde van Castilië en León (ploegentijdrit)

2009
- 16e etappe Ronde van Frankrijk

## Resultaten in voornaamste wedstrijden
| Jaar | Ronde van Italië | Ronde van Frankrijk | Ronde van Spanje |
| ---- | ---------------- | ------------------- | ---------------- |
| 2002 |                  |                     | 77e              |
| 2003 |                  | 28e                 |                  |
| 2004 |                  | 62e                 | opgave           |
| 2005 |                  | 27e                 |                  |
| 2006 |                  | 35e                 | 56e              |
| 2007 |                  | 8e                  |                  |
| 2008 |                  | 16e                 | 28e              |
| 2009 |                  | 10e (**)            |                  |
| 2011 |                  |                     |                  |
| 2012 |                  | opgave              | 48e              |
| 2013 |                  | 42e                 |                  |

| Jaar | Milaan-San Remo | Amstel Gold Race | Luik-Bast.‑Luik | Ronde van Lombardije | Parijs-Tours | Waalse Pijl | Clásica San Sebastián |  | Wereldranglijsten |
| ---- | --------------- | ---------------- | --------------- | -------------------- | ------------ | ----------- | --------------------- |  | ----------------- |
| 2002 |                 |                  |                 |                      |              |             | 89e                   |  |                   |
| 2003 | 99e             |                  |                 |                      |              |             | 34e                   |  |                   |
| 2004 |                 |                  |                 |                      |              |             | 100e                  |  |                   |
| 2005 |                 |                  | 95e             |                      |              | 124e        |                       |  |                   |
| 2006 |                 |                  |                 |                      |              |             | 26e                   |  |                   |
| 2007 |                 | 72e              | 38e             |                      |              | 47e         | 6e                    |  | 40e (UPT)         |
| 2008 |                 | 41e              | 35e             |                      |              | 15e         |                       |  | 11e (UPT)         |
| 2009 |                 |                  |                 | 37e                  |              |             |                       |  |                   |
| 2011 |                 |                  |                 |                      | 90e          |             |                       |  |                   |
| 2012 |                 | 49e              | 72e             |                      |              | 92e         | 31e                   |  |                   |
| 2013 |                 |                  |                 |                      |              |             | 13e                   |  |                   |